# شمس‌الدوله (دختر فتحعلی‌شاه)
شمس‌الدوله دختر فتحعلی‌شاه و طاووس خانم تاج‌الدوله بود.
عبدالله خان امین‌الدوله، صدراعظم فتحعلی‌شاه، او را برای پسرش علی‌محمدخان نظام‌الدوله خواستگاری کرد که در آغاز با مخالفت تاج‌الدوله رو به رو شد. فتحعلی‌شاه به امین‌الدوله پیشنهاد کرد که یکی دیگر از دخترانش را که از همسری دیگر است به ازدواج نظام‌الدوله درآورد، اما امین‌الدوله بر درخواست خود پافشاری کرد، چرا که تاج‌الدوله محبوب‌ترین همسر فتحعلی‌شاه بود و امین‌الدوله قصد داشت از راه انتساب به او بیش از پیش به نفوذ خود بیفزاید. سرانجام تاج‌الدوله به این ازدواج رضایت داد. پس از مدتی میان نظام‌الدوله و عباس میرزا، ولیعهد فتحعلی‌شاه، کدروتی پیش آمد. نظام‌الدوله که از پیامدهای این اختلاف بسیار بیم داشت، شبانه به همراه پنجاه سوار بختیاری از کاشان به نجف فرار کرد و شمس‌الدوله را نیز را لباس مردانه پوشانده و با خود برد.
شمس‌الدوله از نظام‌الدوله صاحب هفت فرزند شد:
1. نجفقلی خان
2. بی‌بی‌شمس‌الملوک، همسر آقاخان دوم
3. تاج‌ الملوک
4. حاج اسد خان نظام‌ العلماء
5. حاج امین‌ آقا امین‌ الشریعه
6. حاج علی‌ آقا
7. حاج آقا خان